# 一渡镇
一渡镇，是中华人民共和国河北省保定市涞水县下辖的一个乡镇级行政单位。
2013年，河北省民政厅批复同意撤销宋各庄乡，设立一渡镇，镇人民政府驻一渡村红星大街6号。

## 行政区划
一渡镇下辖以下地区：
东庄村、王各庄村、悟空寺村、龙安村、郭各庄村、宋各庄村、北色树村和沈家庵村。